# ダニエル・フローレンス・オレリー
ダニエル・フローレンス・オレリー（Daniel Florence O'Leary、1802年 - 1854年）は、シモン・ボリバルに仕えた副官、准将である。

## 経歴
1802年にイギリス領アイルランドのコークに、バター商人のエレミア・オレリーの子供として生まれた。当時、シモン・ボリバルの下で闘ったアイルランド人の多くと異なり、彼自身はナポレオン戦争に参戦していない。
1827年に第8代ベネズエラ大統領カルロス・ソウブレッテの9人の子供の一人であるソレダー・ソウブレッテと結婚した。
シモン・ボリバルの死後は将軍と対立し、以後はボリバルとの共闘史を回想録を綴ることに余生を費やし、34冊を著した。コロンビアのボゴタで死去、ベネズエラ国家神殿に葬られた。